# Anna Popplewell
Anna Katherine Popplewell (sinh ngày 16 tháng 12 năm 1988) là một nữ diễn viên Anh. Cô nổi tiếng nhờ vai Susan Pevensie trong series phim The Chronicles of Narnia.

## Tiểu sử

### Cuộc sống riêng
Popplewell là con cả trong 3 người con của Andrew Popplewell QC và Dr. Debra Lomas, một nhà nghiên cứu về miễn dịch. Ông nội của cô, Sir Oliver Popplewell, là một cựu thẩm phán nổi tiếng. Cô đã học Trường Bắc Luân Đôn niên khóa 2006-2007.
Từ năm 2007, Popplewell đã là một sinh viên ngành văn học Anh tại Magdalen College, Oxford. Cô đã được trao giải Cuppers Prize năm 2007, cho Nữ diễn viên phụ Xuất sắc nhất, trong một bộ phim do sinh viên sản xuất có tên Five Kinds of Silence. Vào tháng 12 năm 2007, cô diễn Quý bà Macbeth trong một bộ phim Macbeth do sinh viên thực hiện tại OFS Studio ở Oxford.